# لجنة تشيلكوت
لجنة تشيلكوت ويطلق عليها أحيانا تحقيق تشيلكوت (بالإنجليزية: Chilcot inquiry) أما الاسم الرسمي لها فهو تحقيق العراق (بالإنجليزية: The Iraq Inquiry) وهي عبارة عن لجنة تحقيق بريطانية مستقلة مختصة بالتحقيق حول مشاركة بريطانيا في حرب العراق. تأسست في 15 يونيو 2009 من قبل رئيس وزراء بريطانيا جوردون براون وباشرت عملها رسميا في 30 يوليو 2009. يغطي التحقيق (كما أعلن السير جون تشيلكوت رئيس اللجنة) الفترة الواقعة بين صيف عام 2001 وحتى نهاية يوليو من عام 2009.
في 6 يوليو 2016، أعلن السير جون تشيلكوت عن نشر التقرير، بعد أكثر من سبع سنوات من الإعلان عن التحقيق. وعادةً ما يشار إليه باسم تقرير تشيلكوت من قبل وسائل الإعلام، وذكرت الوثيقة أنه في وقت غزو العراق عام 2003، لم يكن صدام حسين يشكل تهديدًا عاجلاً للمصالح البريطانية، وأن المعلومات الاستخباراتية المتعلقة بأسلحة الدمار الشامل قُدمت بيقين غير مبرر، وأن البدائل السلمية للحرب لم تُستنفد، وأن المملكة المتحدة والولايات المتحدة قوضتا سلطة مجلس الأمن التابع للأمم المتحدة، وأن عملية تحديد الأساس القانوني كانت "بعيدة عن أن تكون مرضية"، وأن الحرب كانت غير ضرورية. وقد أُتيحت التقرير بموجب ترخيص حكومي مفتوح.

## إنشاء
قرر رئيس الوزراء جوردون براون في البداية أن تُعقد جلسة تحقيق العراق سرًا، باستثناء الجمهور والصحافة. إلا أن القرار أُجّل لاحقًا إلى السير جون تشيلكوت، رئيس التحقيق، الذي قال إنه "من الضروري عقد أكبر قدر ممكن من جلسات التحقيق علنًا". في يوليو 2009، مع بدء التحقيق، أُعلن أن اللجنة ستتمكن من طلب أي وثيقة بريطانية واستدعاء أي مواطن بريطاني للإدلاء بشهادته. في الأسبوع الذي سبق بدء التحقيق في الاستماع إلى الشهود، سُرّبت سلسلة من الوثائق، تتضمن تقارير عسكرية، إلى إحدى الصحف، والتي بدت أنها تُظهر سوء التخطيط لما بعد الحرب ونقصًا في التدابير.

## تاريخ
أُجري التحقيق من قبل لجنة من المستشارين الخاصين بمرجعية واسعة للنظر في تورط بريطانيا في العراق بين عامي 2001 و2009. وقد غطت الفترة التي سبقت الصراع، والعمل العسكري اللاحق وما تلاه من عواقب لتحديد كيفية اتخاذ القرارات، لتحديد ما حدث وتحديد الدروس لضمان أن تكون الحكومة البريطانية مجهزة للاستجابة بأكثر الطرق فعالية لصالح البلاد في حالة مماثلة في المستقبل. بدأت الجلسات المفتوحة للتحقيق في 24 نوفمبر 2009 وانتهت في 2 فبراير 2011.
في عام ٢٠١٢، اعترضت الحكومة على نشر وثائق تُفصّل محاضر اجتماعات مجلس الوزراء في الأيام التي سبقت غزو العراق عام ٢٠٠٣. وفي الوقت نفسه، نجحت وزارة الخارجية في استئناف حكم قاضٍ، ومنعت الكشف عن مقتطفات من محادثة بين جورج دبليو بوش وتوني بلير قبل أيام من الغزو. وصرحت الحكومة بأن الكشف عن هذه المحادثة سيُشكّل "خطرًا جسيمًا" على العلاقات البريطانية الأمريكية. وكان من المقرر نشر تقرير التحقيق، المؤلف من مليون كلمة، للعامة بحلول عام ٢٠١٤، لكن المفاوضات الشاقة كانت مستمرة مع الولايات المتحدة بشأن نشر الوثائق.
صرح اللورد والاس أوف سالتير، نيابةً عن الحكومة بأنه سيكون من "غير المناسب" نشر التقرير في الأشهر التي تسبق الانتخابات العامة القادمة في عام 2015. وفي أغسطس، اتضح أن التقرير سيتأخر على أي حال، ربما حتى عام 2016، بسبب المتطلب القانوني"ماكسويل"، الذي يسمح لأي شخص يُنتقد بفرصة عادلة للتعليق على مسودة قبل الانتهاء منها ونشرها. وكتب تشيلكوت رسالة إلى ديفيد كاميرون في أكتوبر 2015، معلنًا أن النص قد يكتمل بحلول أبريل 2016، واقترح أيضًا تاريخ إصدار في يونيو أو يوليو 2016.

## أعضاء اللجنة
اختير أعضاء لجنة التحقيق من قبل غولدن براون وهي تتألف من:
- السير جون تشيلكوت (رئيس اللجنة) هو كبير موظفي الخدمة المدنية وعضو سابق في لجنة بوتلر وأطلق الإعلام اسمه على اللجنة باعتباره رئيسها.
- السير لورانس فريدمان هو مؤرخ عسكري وأستاذ الدراسات الحربية في جامعة الملك بلندن. حدد في مذكرته خسمة اختبارات للتدخل العسكري في العراق كما استخدم توني بلير هذه المذكرة في صياغة خطابه للسياسة الخارجية الذي ألقاه في شيكاغو.
- السير مارتن غيلبرت هو مؤرخ أيد الحرب على العراق في العام 2003 وقال أن بلير وبوش قد يصبحا يوما ما مثل روزفلت وتشرشل.
- السير رودريك لين سفير سابق لدى روسيا والأمم المتحدة في جنيف، شغل سابقا منصب السكرتير الخاص لرئيس الوزراء جون ميجور.
- البارونة أوشا بارشر عضو في اللجنة المشتركة لحقوق الإنسان، والرئيسة الحالية للجنة التعيينات القضائية.

كما حصلت اللجنة على الدعم الإداري أثناء الإجراءات من مارغريت ألدريد.

### مستشارو اللجنة
- الجنرال السير روجر ويلر، رئيس الأركان العامة السابق والقائد الأعلى للقوات البرية.[17]
- السيدة روزالين هيغينز، الرئيسة السابقة لمحكمة العدل الدولية.[18]

### المآخذ على اللجنة
أخذ البعض على اللجنة خلوها من القضاة أو المحامين وعدم تبعيتها لمجلس اللوردات ومحدودية صلاحياتها وعدم قدرتها على الإطلاع على الوثائق والتقارير السرية كما أن جميع جلساتها سرية باستثاء بعض الأشخاص مثل جلسة الاستماع لشهادة توني بلير.

## الإجراءات
عندما أعلن رئيس الوزراء جوردون براون عن التحقيق في 15 يونيو 2009، أُعلن في البداية أن الإجراءات ستتم بشكل خاص، وهو القرار الذي تم إلغاؤه لاحقًا بعد تلقي انتقادات في وسائل الإعلام ومجلس العموم.
بدأ التحقيق في يوليو/تموز 2009، وبدأت جلسات الاستماع العلنية في 24 نوفمبر/تشرين الثاني 2009، وكان بيتر ريكيتس، رئيس لجنة الاستخبارات المشتركة وقت غزو العراق، الشاهد الأول. وافتتح السير جون تشيلكوت جلسات الاستماع، وأعلن أن التحقيق لا يهدف إلى توزيع اللوم، بل سيصل إلى جوهر ما حدث، ولن يتردد في توجيه انتقادات مبررة. واستأنفت اللجنة جلسات الاستماع في يناير/كانون الثاني 2011، وكان رئيس الوزراء السابق، توني بلير، شاهدها الرئيسي.

### بروتوكول 29 أكتوبر
في 29 أكتوبر/تشرين الأول 2009، نشرت حكومة صاحبة الجلالة بروتوكولاً بالاتفاق مع لجنة التحقيق العراقية بشأن معالجة المعلومات المكتوبة والإلكترونية الحساسة. وتشمل الأدلة التي لن تُتاح للعامة أي شيء من المرجح أن:
- أ) التسبب في ضرر أو إتلاف للمصلحة العامة، مسترشدًا بالمبادئ العادية والمستقرة التي يُحدَّد بموجبها توازن المصلحة العامة على أسس حصانة المصلحة العامة  [لغات أخرى]‏ في الإجراءات في إنجلترا وويلز، بما في ذلك، على سبيل المثال لا الحصر،
  - أ) الأمن الوطني أو المصالح الدفاعية أو العلاقات الدولية؛
  - 2) المصالح الاقتصادية للمملكة المتحدة أو أي جزء من المملكة المتحدة؛
- ب) تعريض حياة فرد للخطر أو إلحاق ضرر جسيم به بطريقة أخرى؛
- ج) نشر المعلومات التجارية الحساسة؛
- د) انتهاك مبدأ الامتياز المهني القانوني؛
- هـ) التحيز، في حالة المشورة القانونية (في أعقاب أي تنازل طوعي عن مبدأ المسؤولية التقصيرية) وليس الحقائق المادية، بشأن موقف حكومة صاحبة الجلالة فيما يتصل بالإجراءات القانونية الجارية؛
- و) انتهاك قواعد القانون التي تنطبق على الإجراءات في إنجلترا وويلز بموجب أحكام المادة 17 من قانون تنظيم الصلاحيات التحقيقية لعام 2000؛
- ز) انتهاك قواعد القانون المعمول به فيما يتعلق بالإفصاح عن المعلومات من قبل جهاز الأمن أو جهاز المخابرات أو مقر الاتصالات الحكومية، أو قاعدة الطرف الثالث التي تحكم عدم الكشف عن المواد الاستخباراتية أو الالتزامات أو التفاهمات الأخرى التي تحكم إصدار المعلومات الحساسة؛
- ح) انتهاك قانون حماية البيانات لعام 1998؛ أو
- i) الإضرار بمسار أو نتيجة أي تحقيق قانوني أو جنائي مستمر في المسائل المتعلقة بالمعلومات المقترح إصدارها.

## شهود
واستمعت اللجنة إلى أدلة من مجموعة متنوعة من الشهود، مثل السياسيين، بما في ذلك العديد من وزراء الحكومة في وقت الغزو؛ وكبار الموظفين المدنيين، بما في ذلك المحامين ورؤساء الاستخبارات؛ والدبلوماسيين، ومعظمهم من السفراء البريطانيين في العراق والولايات المتحدة؛ وضباط عسكريين رفيعي المستوى بما في ذلك رؤساء الأركان العامة السابقين ورؤساء أركان الدفاع فضلاً عن كبار القادة العملياتيين.
استمعت لجنة التحقيق في معظمها إلى موظفين مدنيين، ومسؤولين في الاستخبارات والأمن، ودبلوماسيين، وضباط عسكريين منذ جلسات الاستماع العلنية الأولى وحتى انتهاء جلساتها بمناسبة عيد الميلاد. ومن بين الشهود الرئيسيين : السير كريستوفر ماير، السفير السابق لدى الولايات المتحدة؛ والأدميرال اللورد بويس، رئيس أركان الدفاع السابق؛ والسير جون سكارليت، رئيس جهاز الاستخبارات السرية؛ واللواء تيم كروس، أعلى ضابط بريطاني رتبة على الأرض في أعقاب الغزو؛ والمارشال الجوي السير برايان بوريدج، القائد العام للقوات البريطانية في الغزو.
اُستُجوِب رئيس الوزراء السابق توني بلير علنًا من قبل لجنة التحقيق في 29 يناير 2010، ومرة أخرى في 21 يناير 2011. وفي كلتا المناسبتين، جرت الاحتجاجات خارج مركز المؤتمرات. ونظرًا للاهتمام العام الواسع النطاق بأدلة بلير، كان لا بد من تخصيص الوصول العام إلى جلسات الاستماع بالقرعة.  وخُصِّصَت إعفاءات خاصة للحضور لأولئك الذين كانت أسرهم القريبة ضحايا للحرب، وصاح بعضهم باتهامات غاضبة لبلير خلال ظهوره الثاني. 
ومنذ استئناف التحقيق في يناير/كانون الثاني 2010، استمعت اللجنة في المقام الأول إلى آراء سياسيين ومسؤولين حكوميين سابقين، بما في ذلك أليستير كامبل، مدير الاتصالات في حكومة توني بلير، وفي 2 فبراير/شباط 2010، وزيرة الدولة للتنمية الدولية آنذاك كلير شورت، عندما انتقدت مراراً وتكراراً بلير، والنائب العام بيتر جولدسميث، وآخرين في حكومة المملكة المتحدة بسبب ما زعمت أنه خداع لها ولأعضاء البرلمان الآخرين في محاولة للحصول على موافقة على غزو العراق.
لقد اضطر جوردون براون إلى التراجع عن ادعائه بأن الإنفاق على الدفاع ارتفع كل عام أثناء حرب العراق، حيث تبين أن هذا لم يكن صحيحا.
وبعد فترة راحة لتجنب التأثير على الانتخابات العامة، استأنفت اللجنة جلسات الاستماع العامة في 29 يونيو/حزيران 2010. وكان الشاهد الأول هو دوغلاس براند، كبير مستشاري الشرطة في وزارة الداخلية العراقية من عام 2003 إلى عام 2005.
وكان الشاهد الأخير في جلسات الاستماع العامة، التي عقدت في 2 فبراير/شباط 2011، هو جاك سترو، وزير الخارجية من عام 2001 إلى عام 2006.

## النشر
نُشر التقرير النهائي للتحقيق في 6 يوليو 2016. وبلغ سعر النسخة المطبوعة 767 جنيهًا إسترلينيًا، مكوّنًا من 2.6 مليون كلمة في 12 مجلدًا، بالإضافة إلى ملخص تنفيذي. وتلقّت عائلات الضحايا نسخة مجانية. كما نُشر التقرير على الإنترنت. وكان أطول من نسخة الملك جيمس للكتاب المقدس، والأعمال الكاملة لويليام شكسبير، ورواية الحرب والسلام لتولستوي مجتمعةً.
وُفِّر التقرير بموجب ترخيص الحكومة المفتوحة الإصدار 3.0، على الرغم من أن هذا يستثني المواد المقدمة من قبل أطراف ثالثة.

## النتيجة
التقرير - الذي وصفته بي بي سي نيوز بأنه "مدمِّر"، ووصفته صحيفة الغارديان بأنه "حكم ساحق"، ووصفته صحيفة التلغراف بأنه "لاذع"-كان ينتقد بشدة تصرفات الحكومة البريطانية والجيش في الترويج للحرب، وفي التكتيكات والتخطيط لما بعد حرب العراق. وكتب ريتشارد نورتون تايلور من صحيفة الغارديان أن التقرير "لا يمكن أن يكون أكثر إدانة" لتوني بلير و"كان اتهامًا غير مسبوق ومدمرًا لكيفية السماح لرئيس وزراء باتخاذ القرارات من خلال التخلص من كل ادعاء بالحكومة، وتقويض وكالات الاستخبارات، وتقديم ادعاءات مبالغ فيها حول التهديدات للأمن القومي البريطاني".
وبعد 7 سنوات من تشكيل اللجنة نشر رئيسها جون تشيلكوت تقرير يوضح أن نظام صدام حسين لم يكن يشكل خطر على المصالح البريطانية وأن أسلحة الدمار الشامل زُعم أن النظام العراقي كان يمتلكها وأن الحرب التي شنتها المملكة المتحدة والولايات المتحدة ضد العراق في 2003 لم تكن ضرورية.

### كانت مبررات الحرب غير كافية
وخلص التقرير إلى أنه في الفترة التي سبقت الحرب، لم تُستنفد الخيارات الدبلوماسية السلمية لتجنب عدم الاستقرار وانتشار أسلحة الدمار الشامل، وبالتالي فإن الحرب "لم تكن الملاذ الأخير". ربما أصبح التدخل ضروريًا لاحقًا، ولكن في وقت غزو العراق عام 2003، لم يكن صدام حسين يشكل تهديدًا مباشرًا، ودعمت أغلبية أعضاء مجلس الأمن التابع للأمم المتحدة استمرار عمليات التفتيش والمراقبة التي تقوم بها الأمم المتحدة على الأسلحة.
لا يشكك التقرير في اعتقاد بلير الشخصي بوجود مبرر للحرب، بل يشكك فقط في الطريقة التي عرض بها الأدلة التي كانت لديه. برأ التقرير مكتب رئيس الوزراء من التأثير على ملف العراق ("الملف المشكوك فيه")، الذي تضمن ادعاءً بأن العراق يمتلك القدرة على إطلاق أسلحة الدمار الشامل في غضون 45 دقيقة، وبدلاً من ذلك ألقى باللوم على لجنة الاستخبارات المشتركة في نقاط الضعف في أدلته.
وبشكل أكثر تحديدًا، ألقى التقرير باللوم على رئيس جهاز الاستخبارات السرية (المعروف باسم MI6) ريتشارد ديرلوف، الذي قدّم ما يُسمى بمعلومات استخباراتية "ساخنة" حول أسلحة دمار شامل مزعومة، قدّمها عراقي يتمتع "بوصول هائل" إلى مستويات عليا في الحكومة العراقية، مباشرةً إلى بلير، دون التأكد من دقتها أولًا. ووجد المحققون أن الإشارات إلى هذه المعلومات الاستخبارية في التقارير الحكومية كانت مُبالغًا فيها، ولم تُركّز بشكل كافٍ على جوانب عدم اليقين والفروق الدقيقة. وتبيّن لاحقًا أن المُخبر كان يكذب. وينص تقرير تشيلكوت على أن "التدخل الشخصي [من قِبل ديرلوف] وإلحاحه قد أضفيا وزنًا إضافيًا على تقرير لم يُقيَّم تقييمًا سليمًا، وكان من شأنه أن يُؤثّر سلبًا على نظرة الوزراء وكبار المسؤولين". وفي اليوم التالي لنشر التقرير، أقرّ بلير بأنه كان ينبغي عليه الطعن في هذه التقارير الاستخباراتية قبل الاعتماد عليها لتبرير العمل العسكري في العراق.
أعرب بعض موظفي جهاز الاستخبارات البريطاني (MI6) عن مخاوفهم بشأن جودة مصدره - مشيرين على وجه الخصوص إلى أن تفصيلاً غير دقيق حول تخزين الأسلحة الكيميائية في حاويات زجاجية يبدو أنه مأخوذ من فيلم الحركة "الصخرة" لعام 1996-وأعربوا عن شكوكهم في موثوقيته. ومع ذلك، طلب وزير الخارجية جاك سترو من جهاز الاستخبارات البريطاني (MI6) استخدام المصدر لتوفير "معلومات استخباراتية حاسمة".

### كانت العملية القانونية بعيدة كل البعد عن أن تكون مرضية
لم يكن التحقيق متعلقًا بشرعية العمل العسكري، ولم يكن بإمكانه البت في هذا الأمر نظرًا لعدم اعتراف المحكمة به دوليًا. ومع ذلك، انتقد التقرير العملية التي اتبعتها الحكومة للتحقيق في الأساس القانوني للحرب، معتبرًا إياها "غير مرضية". كان ينبغي على اللورد جولدسميث، المدعي العام، تقديم تقرير مكتوب مفصل إلى مجلس الوزراء، ولكن طُلب منه بدلًا من ذلك تقديم أدلة شفوية دون استجواب موسع، ولم يوضح الأساس الذي سيستند إليه القرار بشأن ما إذا كان العراق قد انتهك قرار مجلس الأمن التابع للأمم المتحدة رقم 1441. تغيرت نصيحة جولدسميث بين يناير 2003-عندما قال إن قرارًا ثانيًا ضروري - ومارس 2003-عندما قال إن القرار 1441 كافٍ-ويصف التقرير الضغوط التي مارسها مكتب رئيس الوزراء لحمل جولدسميث على مراجعة رأيه. وبخوض الحرب في النهاية دون قرار من مجلس الأمن، كانت المملكة المتحدة "تقوض سلطة مجلس الأمن".

### المملكة المتحدة بالغت في تقدير قدرتها على التأثير على القرارات الأميركية بشأن العراق
وجد التقرير أن بلير حاول إقناع بوش بضرورة طلب الدعم من الأمم المتحدة والحلفاء الأوروبيين والدول العربية، لكنه "بالغ في تقدير قدرته على التأثير على القرارات الأمريكية بشأن العراق". واتهم التقرير بلير شخصيًا بالتصالح المفرط مع الولايات المتحدة، قائلاً: "على الرغم من المخاوف بشأن حالة التخطيط الأمريكي، لم يجعل الاتفاق على خطة مرضية لما بعد الصراع شرطًا لمشاركة المملكة المتحدة في العمل العسكري"، ولفت الانتباه إلى جملة من مذكرة خاصة من بلير إلى بوش جاء فيها "سأكون معك مهما كان الأمر". وخلافًا لادعاءات توني بلير، وجد تشيلكوت أن العلاقة الخاصة لا تتطلب اتفاقًا مطلقًا بين المملكة المتحدة والولايات المتحدة، وحدد التقرير عدة مناسبات سابقة خاضت فيها إحدى الدولتين حربًا دون الأخرى دون أن تُلحق ضررًا طويل الأمد بالعلاقات الدبلوماسية، بما في ذلك حرب فيتنام وحرب فوكلاند.

### كان التحضير والتخطيط للحرب "غير كافيين على الإطلاق"
وخلص التقرير إلى أن التخطيط البريطاني للعراق ما بعد البعث كان "غير ملائم على الإطلاق" وأن وزارة الدفاع تركت القوات البريطانية في العراق بدون معدات كافية أو خطة. كما وجد التقرير أنه لم تكن هناك إشراف وزاري على استراتيجية ما بعد الصراع.
افترض التخطيط الأولي للحرب غزوًا من الشمال، لكن تركيا رفضت السماح للقوات البريطانية بعبور حدودها. لذلك، تمت إعادة كتابة الخطط بالكامل قبل شهرين من بدء الحرب مع عدم وجود وقت كافٍ لتقييم المخاطر أو إعداد الألوية.
ولم يُزَوَّد الجنود بالمعدات الأساسية، وكان هناك نقص في توفير الطائرات المروحية والمركبات المدرعة وأصول الاستطلاع والاستخبارات. بالإضافة إلى ذلك، كانت وزارة الدفاع بطيئة في الاستجابة لتهديد العبوات الناسفة المرتجلة.
على الرغم من أن المسؤولين العسكريين أبدوا مخاوفهم بشأن مخاطر الحرب، إلا أن التقرير وجد أن هذه المخاوف لم تُؤخذ في الاعتبار عند التخطيط. "حُدِّدت مخاطر الصراع الداخلي في العراق، والسعي الإيراني النشط لتحقيق مصالحها، وعدم الاستقرار الإقليمي، ونشاط تنظيم القاعدة في العراق بشكل واضح قبل الغزو". كما دفع موقف "التفاؤل" السائد بين المسؤولين العسكريين إلى التقليل من شأن المخاطر والنكسات خلال جلسات الإحاطة.
ووصف التقرير أيضًا الوضع في مدينة البصرة، حيث اضطرت القوات البريطانية إلى عقد صفقة مع المتمردين لإنهاء الهجمات على القوات البريطانية، بأنه "مهين".

### العمل العسكري لم يحقق أهدافه
وبحسب التقرير فإن العمل العسكري البريطاني لم يحقق أهدافه، وتعرضت بغداد وجنوب شرق العراق لزعزعة الاستقرار بسرعة في أعقاب الغزو.
في ذلك الوقت، كانت المملكة المتحدة متورطة أيضًا في الحرب في أفغانستان، وشعر القادة العسكريون بوجود إمكانات أكبر للنجاح هناك، مما يعني أن المعدات والقوى العاملة واهتمام القادة حُوِّلَت بعيدًا عن العراق في المراحل الأخيرة من الحرب، مما أدى إلى تفاقم الصعوبات.

## ردود الفعل والتحليل
في بيانٍ أمام مجلس العموم بعد ظهر اليوم التالي لإصدار تقرير التحقيق، رفض رئيس الوزراء آنذاك ديفيد كاميرون التصريح بما إذا كانت حرب العراق "خطأً" أم "خطأً"، ورفض الدعوات لتقديم اعتذارٍ باسم حزب المحافظين عن دوره في الفترة التي سبقت الحرب. وقال كاميرون إنه لا يرى "جدوى كبيرة" من "إعادة طرح جميع الحجج التي طُرحت آنذاك"، وأضاف أن التركيز ينبغي أن ينصب بدلاً من ذلك على "استخلاص الدروس مما حدث وما يجب اتخاذه لضمان عدم تكرار الأخطاء مستقبلاً".
في اليوم نفسه، صرّح المتحدث باسم وزارة الخارجية الأمريكية، جون كيربي، في المؤتمر الصحفي اليومي بالبيت الأبيض، بأن الولايات المتحدة لن ترد على التقرير، وأن على الصحفيين توجيه أسئلتهم إلى المسؤولين البريطانيين، موضحًا أن تركيزهم منصبّ الآن على سوريا وليس على قرار اتُخذ قبل 13 عامًا: "... لن نُصدر حكمًا نهائيًا على هذا التقرير، وسأترك للمسؤولين البريطانيين حرية التعبير إلى أي مدى ينوون استخلاص الدروس منه. هذا، مرة أخرى، أمرٌ يعود إليهم. لن نخوض فيه، ولن ندرسه، ولن نحاول تحليله أو الحكم على نتائجه. تركيزنا، مجددًا، منصبّ على التحديات التي نواجهها في العراق وسوريا حاليًا، وهذا هو محور تركيزنا".
بعد صدور التقرير، ألقى جيريمي كوربين، زعيم المعارضة وزعيم حزب العمال -الذي صوّت ضد العمل العسكري-خطابًا في وستمنستر قال فيه: "أعتذر الآن بصدق نيابة عن حزبي عن القرار الكارثي بالذهاب إلى الحرب في العراق في مارس 2003" والذي وصفه بأنه "عمل عدوان عسكري شُنّ بذريعة كاذبة" وهو أمر "اعتبر لفترة طويلة غير قانوني من قبل الثقل الساحق للرأي العام الدولي". واعتذر كوربين على وجه التحديد "لشعب العراق"؛ ولأسر الجنود البريطانيين الذين لقوا حتفهم في العراق أو عادوا مصابين؛ و"لملايين المواطنين البريطانيين الذين يشعرون بأن ديمقراطيتنا قد شوهت وقوضت بالطريقة التي اتُخذ بها قرار الذهاب إلى الحرب".
في بيانٍ أصدره أليكس سالموند بعد صدور تقرير التحقيق، قال الحزب الوطني الاسكتلندي : "بعد هذه المذبحة، سيطرح الناس أسئلةً حتميةً: هل كان الصراع حتميًا وجديرًا بالاهتمام؟ إجابة تشيلكوت هي بلا شك لا. ومن المسؤول؟ الإجابة بلا شك هي توني بلير. يجب الآن دراسة العواقب السياسية أو القانونية المناسبة للمسؤولين".
بعد صدور تقرير التحقيق، أقرّ توني بلير بأن التقرير تضمن "انتقادات حقيقية وجوهرية للتحضير والتخطيط والعملية والعلاقة مع الولايات المتحدة"، لكنه استشهد بأجزاء من التقرير قال إنها "ستُسقط مزاعم سوء النية والكذب والخداع". وصرح قائلاً: "سواء اتفق الناس أو اختلفوا مع قراري بالتدخل العسكري ضد صدام حسين، فقد اتخذته بحسن نية وبما اعتقدت أنه يخدم المصلحة العليا للبلاد... سأتحمل المسؤولية الكاملة عن أي أخطاء دون استثناء أو عذر. وسأوضح في الوقت نفسه لماذا، مع ذلك، أعتقد أنه كان من الأفضل إزاحة صدام حسين ، ولماذا لا أعتقد أن هذا هو سبب الإرهاب الذي نراه اليوم سواء في الشرق الأوسط أو في أي مكان آخر في العالم".
وفي أعقاب نشر التقرير، قال جون بريسكوت، الذي كان نائب رئيس الوزراء في وقت حرب العراق، إن الحرب كانت غير قانونية.
ذكرت صحيفة فاينانشال تايمز أن "كل تحقيق سابق في قرار بريطانيا غزو العراق أدانه الرأي العام سريعًا باعتباره "تسترًا". ولا ينطبق هذا الوصف على التحقيق الضخم الذي نشره السير جون تشيلكوت... فبعد تقرير اللورد هاتون عام ٢٠٠٣ وتقرير بتلر في العام التالي، كان الشيء الوحيد الذي لم يكن السير جون ليتحمله هو تقرير آخر رُفض باعتباره تسترًا".

### نقد الخداع
انقسم المعلقون السياسيون حول مدى إظهار التقرير أن توني بلير قد كذب أو ضلل البرلمان والجمهور عمدًا. قالت شبكة إن بي سي نيوز إن التقرير "لم يصل إلى حد القول بأن بلير كذب"، وقال كبير المعلقين السياسيين في صحيفة فاينانشال تايمز، فيليب ستيفنز، إن "خطيئة بلير كانت خطيئة يقين وليست خداعًا"، وكتب إيلي ليك في بلومبرج فيو أن التقرير أثبت أن بلير "لم يكذب في طريقه إلى العراق". وفي حديثه في البرلمان، قال كوربين إن النواب الذين صوتوا لصالح الحرب "ضُلِّلوا من قبل عدد قليل من الشخصيات البارزة في الحكومة" الذين "لم يكونوا دقيقين للغاية بشأن كيفية تقديم حججهم للحرب"، وقالت كارولين لوكاس، عضو البرلمان عن حزب الخضر، إن التناقضات بين التصريحات العلنية والمذكرات الخاصة لبوش تثبت أن بلير كان "يكذب" بشأن ما إذا كان يمكن تجنب الحرب. قال فيليب ساندز إن التقرير كان متحفظًا ولكنه حشد الأدلة الواقعية بطريقة تجعل من الممكن استنتاج الكذب أو الخداع أو التلاعب.

## نقد
أثار توقيت وطبيعة التحقيق-وخاصةً عدم إصداره تقريره إلا بعد الانتخابات العامة لعام 2010-جدلاً سياسياً. رفض زعيم حزب المحافظين، ديفيد كاميرون، التحقيق ووصفه بأنه "مؤامرة من قِبل المؤسسة"، وهدد الليبراليون الديمقراطيون بمقاطعته. وفي نقاش برلماني حول تشكيل التحقيق، انتقد نواب من جميع الأحزاب الرئيسية اختيار الحكومة لأعضائه. ولفت النواب الانتباه إلى غياب أي شخص ذي خبرة عسكرية مباشرة، وغياب أعضاء ذوي مهارات تحقيقية معترف بها أو مثبتة، وغياب أي ممثلين منتخبين. ولفت العديد من النواب الانتباه إلى حقيقة أن تشيلكوت لن يتمكن من تلقي الأدلة تحت القسم. وتعرض تعيين جيلبرت في التحقيق لانتقادات على أساس أنه قارن بوش وبلير ذات مرة بروزفلت وتشرشل.
استمر انتقاد الديمقراطيين الليبراليين مع بدء جلسات الاستماع العامة، حيث اتهم زعيم الحزب نيك كليج الحكومة بـ"خنق" التحقيق، مشيرًا إلى السلطة الممنوحة للدوائر الحكومية لنقض أجزاء من التقرير النهائي. في غضون ذلك، نظمت مجموعة من المتظاهرين المناهضين للحرب مظاهرة خارج مركز المؤتمرات. كما أُثيرت مخاوف بشأن خبرة اللجنة، لا سيما فيما يتعلق بقضايا الشرعية التي يفرضها كبار القضاة. في 22 نوفمبر/تشرين الثاني 2009، نشر السفير البريطاني السابق أوليفر مايلز مقالًا في صحيفة "إندبندنت أون صنداي"، شكك فيه في تعيين مؤرخين بريطانيين في لجنة التحقيق على أساس دعمهما السابق لإسرائيل. وفي برقية دبلوماسية من السفارة الأمريكية في لندن، نُشرت كجزء من فضيحة "كيبل جيت"، نُقل عن جون داي، المدير العام للسياسة الأمنية في وزارة الدفاع البريطانية، وعده للولايات المتحدة "باتخاذ تدابير لحماية مصالحكم" فيما يتعلق بالتحقيق. فُسِّر هذا على أنه إشارة إلى أن التحقيق مقيد "لتقليل الإحراج للولايات المتحدة".

في عام 2012، تعرّض المدعي العام دومينيك غريف لانتقادات عندما استخدم حق النقض (الفيتو) ضدّ الكشف عن وثائق للتحقيق تُفصّل محاضر اجتماعات مجلس الوزراء في الأيام التي سبقت غزو العراق عام 2003. وفي الوقت نفسه، طعنت وزارة الخارجية بنجاح في حكم قاضٍ، ومنعت الكشف عن مقتطفات من محادثة بين بوش وبلير قبل لحظات من الغزو. وفي مذكرته إلى التحقيق، أشار فيليب ساندز إلى ما يلي:
خلصت لجنة تحقيق هولندية مستقلة مؤخرًا - بالإجماع ودون لبس - إلى أن الحرب لم تكن مبررة بموجب القانون الدولي. ترأس لجنة التحقيق الهولندية السيد دبليو. جي. إم. ديفيدز، الرئيس السابق البارز للمحكمة العليا الهولندية، وكان أربعة من أعضائها السبعة محامين. كانت اللجنة الهولندية مؤهلة تمامًا لمعالجة القضايا القانونية الجوهرية. مع ذلك، تجدر الإشارة إلى أن تشكيل هذه اللجنة لا يتضمن أي أعضاء ذوي خلفية قانونية.

في عام 2011، نشرت صحيفة الإندبندنت مقالاً يتضمن 15 تهمة لم تُجب عليها لجنة التحقيق بعد. وفي حديثه خلال اجتماع عام عام 2013، قال ديفيد أوين إن لجنة التحقيق "مُنعت من الكشف عن مقتطفات تعتقد أنها ذات صلة من المراسلات بين الرئيس بوش ورئيس الوزراء بلير". وألقى باللوم على بلير وكاميرون في هذا الوضع، حيث يعتقد أنهما عقدا صفقة خاصة لمنع نشر وثائق مهمة بدافع المصلحة الذاتية المتبادلة. وتبين أن مكتب مجلس الوزراء يقاوم نشر "أكثر من 130 تسجيلاً لمحادثات" بين بوش وبلير، بالإضافة إلى "25 مذكرة من السيد بلير إلى الرئيس بوش" و"نحو 200 مناقشة على مستوى مجلس الوزراء".
وُجّهت انتقادات للتقرير لتجاهله دور الإعلام البريطاني. فقد "لعب الإعلام البريطاني على قلوب وعقول الشعب البريطاني، مُقدّمًا حججًا أخلاقية لغزو العراق تُقنع عامة الشعب".
ويرى الكثيرون أن الوقت الذي استغرقته لجنة التحقيق لإكمال تقريرها كان مفرطًا، وقد تعرض لانتقادات واسعة النطاق.

## قراءة إضافية
Richard Haass (5 مايو 2009). War of Necessity, War of Choice: A Memoir of Two Iraq Wars. Simon and Schuster. ISBN:978-1-4165-4902-4.